# Jacob Shaffelburg
Jacob Everett Shaffelburg (Kentville, 26 novembre 1999) è un calciatore canadese, attaccante del Nashville e della nazionale canadese.

## Caratteristiche tecniche
È un'ala sinistra.

## Carriera

### Club
Cresciuto nel settore giovanile del Toronto FC, debutta in prima squadra il 19 ottobre 2019 giocando l'incontro valevole per l'andata degli ottavi di finale di CONCACAF Champions League perso 4-0 contro l'Indep. La Chorrera; il 23 giugno seguente esordisce anche in MLS subentrando nell'incontro perso 3-0 contro il FC Dallas.

### Nazionali
Il 10 gennaio 2020 debutta con la nazionale canadese giocando l'amichevole vinta 4-1 contro Barbados.
Convocato per la Gold Cup 2023, realizza la sua prima rete in nazionale (oltreché nella competizione) agli ottavi contro gli Stati Uniti; la sfida si protrae sino ai rigori per via del 2-2 maturato dopo i supplementari, ma i canadesi hanno la peggio venendo così eliminati.

## Statistiche
Statistiche aggiornate al 14 aprile 2020.

### Presenze e reti nei club
| Stagione          | Squadra           | Campionato        | Campionato | Campionato | Coppe nazionali | Coppe nazionali | Coppe nazionali | Coppe continentali | Coppe continentali | Coppe continentali | Altre coppe | Altre coppe | Altre coppe | Totale | Totale | Totale |
| Stagione          | Squadra           | Comp              | Pres       | Reti       | Comp            | Pres            | Reti            | Comp               | Pres               | Reti               | Comp        | Pres        | Reti        | Pres   | Reti   |        |
| ----------------- | ----------------- | ----------------- | ---------- | ---------- | --------------- | --------------- | --------------- | ------------------ | ------------------ | ------------------ | ----------- | ----------- | ----------- | ------ | ------ | ------ |
| 2017              | Toronto FC III    | L1O               | 1          | 0          |                 | -               | -               |                    | -                  | -                  |             | -           | -           | 1      | 0      |        |
| 2018              | Black Rock        | USL2              | 7          | 8          |                 | -               | -               |                    | -                  | -                  |             | -           | -           | 7      | 8      |        |
| 2019              | Toronto FC II     | USL L1            | 15         | 2          |                 | -               | -               |                    | -                  | -                  |             | -           | -           | 15     | 2      |        |
| 2019              | Toronto FC        | MLS               | 10         | 0          | CC              | 2               | 0               | CCL                | 1                  | 0                  |             | -           | -           | 13     | 0      |        |
| 2020              | Toronto FC        | MLS               | 5          | 0          | CC              | 1               | 0               |                    | -                  | -                  |             | -           | -           | 6      | 0      |        |
| 2021              | Toronto FC        | MLS               | 20         | 3          | CC              | 3               | 1               | CCL                | 4                  | 0                  |             | -           | -           | 27     | 4      |        |
| feb.-lug. 2022    | Toronto FC        | MLS               | 13         | 0          | CC              | 2               | 0               |                    | -                  | -                  |             | -           | -           | 15     | 0      |        |
| Totale Toronto FC | Totale Toronto FC | Totale Toronto FC | 48         | 3          |                 | 8               | 1               |                    | 5                  | 0                  |             | -           | -           | 61     | 4      |        |
| lug.-dic. 2022    | Nashville         | MLS               | 9          | 2          | USOC            | 0               | 0               |                    | -                  | -                  | LC          | 1           | 0           | 10     | 2      |        |
| 2023              | Nashville         | MLS               | 30         | 3          | USOC            | 3               | 0               |                    | -                  | -                  | LC          | 6           | 1           | 39     | 4      |        |
| 2024              | Nashville         | MLS               | 15         | 1          | USOC            | 0               | 0               | CCL                | 4                  | 3                  | LC          | 0           | 0           | 19     | 4      |        |
| Totale Nashville  | Totale Nashville  | Totale Nashville  | 54         | 6          |                 | 3               | 0               |                    | 4                  | 3                  |             | 7           | 1           | 68     | 10     |        |
| Totale carriera   | Totale carriera   | Totale carriera   | 125        | 19         |                 | 11              | 1               |                    | 9                  | 3                  |             | 7           | 1           | 152    | 24     |        |

### Cronologia presenze e reti in nazionale
| Cronologia completa delle presenze e delle reti in nazionale ― Canada | Cronologia completa delle presenze e delle reti in nazionale ― Canada | Cronologia completa delle presenze e delle reti in nazionale ― Canada | Cronologia completa delle presenze e delle reti in nazionale ― Canada | Cronologia completa delle presenze e delle reti in nazionale ― Canada | Cronologia completa delle presenze e delle reti in nazionale ― Canada | Cronologia completa delle presenze e delle reti in nazionale ― Canada | Cronologia completa delle presenze e delle reti in nazionale ― Canada |
| Data                                                                  | Città                                                                 | In casa                                                               | Risultato                                                             | Ospiti                                                                | Competizione                                                          | Reti                                                                  | Note                                                                  |
| --------------------------------------------------------------------- | --------------------------------------------------------------------- | --------------------------------------------------------------------- | --------------------------------------------------------------------- | --------------------------------------------------------------------- | --------------------------------------------------------------------- | --------------------------------------------------------------------- | --------------------------------------------------------------------- |
| 11-1-2020                                                             | Irvine                                                                | Barbados                                                              | 1 – 4                                                                 | Canada                                                                | Amichevole                                                            | -                                                                     | 70’                                                                   |
| 10-10-2021                                                            | Kingston                                                              | Giamaica                                                              | 0 – 0                                                                 | Canada                                                                | Qual. Mondiali 2022                                                   | -                                                                     | 89’                                                                   |
| 13-10-2021                                                            | Toronto                                                               | Canada                                                                | 4 – 1                                                                 | Panama                                                                | Qual. Mondiali 2022                                                   | -                                                                     | 81’                                                                   |
| 11-11-2022                                                            | Manama                                                                | Bahrein                                                               | 2 – 2                                                                 | Canada                                                                | Amichevole                                                            | -                                                                     | 89’                                                                   |
| 27-6-2023                                                             | Toronto                                                               | Canada                                                                | 2 – 2                                                                 | Guadalupa                                                             | Gold Cup 2023 - 1º turno                                              | -                                                                     | 65’                                                                   |
| 2-7-2023                                                              | Houston                                                               | Guatemala                                                             | 0 – 0                                                                 | Canada                                                                | Gold Cup 2023 - 1º turno                                              | -                                                                     | 65’ 90+6’                                                             |
| 9-7-2023                                                              | Cincinnati                                                            | Stati Uniti                                                           | 2 – 2 dts (3 – 2 dtr)                                                 | Canada                                                                | Gold Cup 2023 - Quarti di finale                                      | 1                                                                     | 86’                                                                   |
| 23-3-2024                                                             | Frisco                                                                | Canada                                                                | 2 – 0                                                                 | Trinidad e Tobago                                                     | CONCACAF Nations League 2023-2024 - Play-off                          | 1                                                                     | 70’                                                                   |
| 6-6-2024                                                              | Rotterdam                                                             | Paesi Bassi                                                           | 4 – 0                                                                 | Canada                                                                | Amichevole                                                            | -                                                                     | 46’                                                                   |
| 9-6-2024                                                              | Bordeaux                                                              | Francia                                                               | 0 – 0                                                                 | Canada                                                                | Amichevole                                                            | -                                                                     | 84’                                                                   |
| 20-6-2024                                                             | Atlanta                                                               | Argentina                                                             | 2 – 0                                                                 | Canada                                                                | Coppa America 2024 - 1º turno                                         | -                                                                     | 59’                                                                   |
| 25-6-2024                                                             | Kansas City                                                           | Perù                                                                  | 0 – 1                                                                 | Canada                                                                | Coppa America 2024 - 1º turno                                         | -                                                                     | 46’                                                                   |
| 29-6-2024                                                             | Orlando                                                               | Canada                                                                | 0 – 0                                                                 | Cile                                                                  | Coppa America 2024 - 1º turno                                         | -                                                                     | 46’                                                                   |
| 5-7-2024                                                              | Arlington                                                             | Venezuela                                                             | 1 – 1 (3 - 4 dtr)                                                     | Canada                                                                | Coppa America 2024 - Quarti di finale                                 | 1                                                                     | 36’ 62’                                                               |
| 10-7-2024                                                             | East Rutherford                                                       | Argentina                                                             | 2 – 0                                                                 | Canada                                                                | Coppa America 2024 - Semifinale                                       | -                                                                     | 55’                                                                   |
| 13-7-2024                                                             | Charlotte                                                             | Canada                                                                | 2 – 2 (3 – 4 dtr)                                                     | Uruguay                                                               | Coppa America 2024 - Finale 3º posto                                  | -                                                                     |                                                                       |
| 7-9-2024                                                              | Kansas City                                                           | Stati Uniti                                                           | 1 – 2                                                                 | Canada                                                                | Amichevole                                                            | 1                                                                     | 67’                                                                   |
| 15-10-2024                                                            | Toronto                                                               | Canada                                                                | 2 – 1                                                                 | Panama                                                                | Amichevole                                                            | -                                                                     | 66’                                                                   |
| 15-11-2024                                                            | Paramaribo                                                            | Suriname                                                              | 0 – 1                                                                 | Canada                                                                | CONCACAF Nations League 2024-2025 - Quarti di finale                  | -                                                                     | 78’                                                                   |
| 19-11-2024                                                            | Toronto                                                               | Canada                                                                | 3 – 0                                                                 | Suriname                                                              | CONCACAF Nations League 2024-2025 - Quarti di finale                  | 2                                                                     | 81’                                                                   |
| 20-3-2025                                                             | Inglewood                                                             | Canada                                                                | 0 – 2                                                                 | Messico                                                               | CONCACAF Nations League 2024-2025 - Semifinale                        | -                                                                     | 60’                                                                   |
| 23-3-2025                                                             | Inglewood                                                             | Canada                                                                | 2 – 1                                                                 | Stati Uniti                                                           | CONCACAF Nations League 2024-2025 - Finale 3º posto                   | -                                                                     | 66’                                                                   |
| 7-6-2025                                                              | Toronto                                                               | Canada                                                                | 4 – 2                                                                 | Ucraina                                                               | Amichevole                                                            | -                                                                     | 64’                                                                   |
| 17-6-2025                                                             | Vancouver                                                             | Canada                                                                | 6 – 0                                                                 | Honduras                                                              | Gold Cup 2025 - 1º turno                                              | -                                                                     | 80’                                                                   |
| 21-6-2025                                                             | Houston                                                               | Curaçao                                                               | 1 – 1                                                                 | Canada                                                                | Gold Cup 2025 - 1° turno                                              | -                                                                     | 89’                                                                   |
| 24-6-2025                                                             | Houston                                                               | Canada                                                                | 2 – 0                                                                 | El Salvador                                                           | Gold Cup 2025 - 1º turno                                              | -                                                                     |                                                                       |
| 29-6-2025                                                             | Minneapolis                                                           | Canada                                                                | 1 – 1 (5 – 6 dtr)                                                     | Guatemala                                                             | Gold Cup 2025 - Quarti di finale                                      | -                                                                     | 40’, 45+4’                                                            |
| Totale                                                                |                                                                       | Presenze                                                              | 27                                                                    |                                                                       | Reti                                                                  | 6                                                                     |                                                                       |

## Palmarès

### Club

#### Competizioni nazionali
- Canadian Championship: 1

Toronto FC: 2020